# Banco Central (Albacete)
El Banco Central fue un monumental edificio de la ciudad española de Albacete ubicado en la plaza del Altozano.

## Historia
El edificio fue proyectado en 1926 en la esquina de la calle Marqués de Molins con la plaza del Altozano, diseñado por el arquitecto Isidro de Benito.

## Características
Es un edificio de estilo neo-plateresco con un decoro notable. Está compuesto por una entreplanta noble elevada sobre un semisótano, un piso principal con balcones, una galería-ático y un sobreático retranqueado. En el chaflán se sitúa la entrada principal, que posee una hechura clásica entre pilastras con pedestales.
El edificio destaca por sus grandes lienzos intermedios. El sobreático emerge sobre el torreón del chaflán al modo neoclásico. Su estilo plateresco se traduce en el hierro, que reverbera en antepechos de balcones, grandes ventanales y pequeños tragaluces, así como en la abundancia de escudos. Tiene una gran decoración de interiores. Las terrazas desaguan en gárgolas de figuración gótica.